# National Poetry Series
Le National Poetry Series est un prix littéraire américain.
Chaque année depuis 1979 il promeut la publication de cinq ouvrages de poésie. Les manuscrits sont sollicités à travers une compétition ouverte annuelle, jugés et choisis par des poètes de stature nationale et publiés chez divers éditeurs.

## Prix Paz de poésie
Le National Poetry Series a également créé le Paz Prize for Poetry, nommé en l'honneur du lauréat du Prix Nobel, le poète Octavio Paz ; ce prix récompense un livre de poésie non encore publié et rédigé en espagnol par un poète reconnu vivant aux États-Unis. Ce prix est généralement considéré comme l'un des plus importants prix en langue espagnole décerné aux États-Unis.
Les lauréats de ce prix sont Dinapiera Di Donato pour Colaterales/Collateral en 2012 et l'américano-cubain Carlos Pintado pour Nueve monedas/Nine coins en 2014 avec pour juge Richard Blanco.

## Lauréats
| Année | Ouvrage                                                | Auteur                                        | Juge                    |
| 2014  | Monograph                                              | Simeon Berry (en) (Somerville, Massachusetts) | Denise Duhamel (en)     |
| 2014  | The Regret Histories                                   | Joshua Poteat (en) (Richmond, Virginie)       | Campbell McGrath (en)   |
| 2014  | Let's Let That Are Not Yet: Inferno                    | Ed Pavlić (Athens, Géorgie)                   | John Keene              |
| 2014  | Double Jinx                                            | Nancy Reddy (Madison, Wisconsin)              | Alex Lemon (en)         |
| 2014  | Viability                                              | Sarah Vap (Venice, Californie)                | Mary Jo Bang            |
| 2013  | Ampersand Revisited                                    | Simeon Berry (en) (Somerville, Massachusetts) | Ariana Reines (en)      |
| 2013  | Trespass                                               | Thomas Dooley (New York, New York)            | Charlie Smith (en)      |
| 2013  | Bone Map                                               | Sara Eliza Johnson (Salt Lake City, Utah)     | Martha Collins (en)     |
| 2013  | Its Day Being Gone                                     | Rose McLarney (Tulsa, Oklahoma)               | Robert Wrigley (en)     |
| 2013  | What Ridiculous Things We Could Ask of Each Other      | Jeffrey Schultz (Los Angeles, Californie)     | Kevin Young             |
| 2012  | Visiting Hours at the Color Line                       | Ed Pavlić (Athens, Georgie)                   | Dan Beachy-Quick (en)   |
| 2012  | The Cloud that Contained the Lightning                 | Cynthia Lowen (en) (Brooklyn, New York)       | Nikky Finney (en)       |
| 2012  | The Narrow Circle                                      | Nathan Hoks (Chicago, Illinois)               | Dean Young              |
| 2012  | the meatgirl whatever                                  | Kristin Hatch (San Francisco, Californie)     | K. Silem Mohammad (en)  |
| 2012  | Failure & I Bury the Body                              | Sasha West (Austin, Texas)                    | D. Nurkse (en)          |
| 2011  | The Apothecary's Heir                                  | Julianne Buchsbaum (Lawrence, Kansas)         | Lucie Brock-Broido (en) |
| 2011  | Your Invitation to a Modest Breakfast                  | Hannah Gamble (Chicago, Illinois)             | Bernadette Mayer        |
| 2011  | Green Is for World                                     | Juliana Leslie (Santa Cruz, Californie)       | Ange Mlinko (en)        |
| 2011  | Exit, Civilian                                         | Idra Novey (en) (Brooklyn, New York)          | Patricia Smith          |
| 2011  | Maybe the Saddest Thing                                | Marcus Wicker (Ann Arbor, Michigan)           | D.A. Powell             |
| 2010  | The Lifting Dress                                      | Lauren Berry (Houston, Texas)                 | Terrance Hayes          |
| 2010  | Stutter                                                | William Billiter (Clinton, New York)          | Hilda Raz               |
| 2010  | Exhibit of Forking Paths                               | James Grinwis (en) (Florence, Massachusetts)  | Eleni Sikelianos        |
| 2010  | The Lamp with Wings: 60 Love Sonnets                   | M.A. Vizsolyi (New York, New York)            | Ilya Kaminsky           |
| 2010  | A Map Predetermined and Chance                         | Laura Wetherington (Roanoke, Virgini)         | C.S. Giscombe           |
| 2009  | Sarah-Of Fragments and Lines                           | Julie Carr (en) (Denver, Colorado)            | Eileen Myles            |
| 2009  | Here Be Monsters                                       | Colin Cheney (Brooklyn, New York)             | David Wojahn            |
| 2009  | Burn Lake                                              | Carrie Fountain (Austin, Texas)               | Natasha Trethewey       |
| 2009  | Ideal Cities                                           | Erika Meitner (Blacksburg, Virginie)          | Paul Guest              |
| 2009  | The Network                                            | Jena Osman (Philadelphie, Pennsylvanie)       | Prageeta Sharma         |
| 2008  | If Birds Gather Your Hair for Nesting                  | Anna Journey (Houston, Texas)                 | Thomas Lux              |
| 2008  | The Black Automaton                                    | Douglas Kearney (Van Nuys, Californie)        | Catherine Wagner        |
| 2008  | Mixology                                               | Adrian Matejka (Edwardsville, Illinois)       | Kevin Young             |
| 2008  | Bird Eating Bird                                       | Kristin Naca (Minneapolis, Minnesota)         | Yusef Komunyakaa        |
| 2008  | catch light                                            | Sarah O'Brien (Brookfield, Ohio)              | David Shapiro           |
| 2007  | Installations                                          | Joe Bonomo                                    | Naomi Shihab Nye        |
| 2007  | Spring                                                 | Oni Buchanan                                  | Mark Doty               |
| 2007  | House Held Together by Winds                           | Sabra Loomis                                  | James Tate              |
| 2007  | The Cosmopolitan                                       | Donna Stonecipher                             | John Yau                |
| 2007  | Collapsible Poetics Theater                            | Rodrigo Toscano                               | Marjorie Welish         |
| 2006  | The Scented Fox                                        | Laynie Browne (Oakland, Californie)           | Alice Notley            |
| 2006  | Novel Pictorial Noise                                  | Noah Eli Gordon (Denver, Colorado)            | John Ashbery            |
| 2006  | Veil and Burn                                          | Laurie Clements Lambeth (Houston, Texas)      | Maxine Kumin            |
| 2006  | Vertigo                                                | Martha Ronk (Los Angeles, Californie)         | C.D. Wright             |
| 2006  | Nervous Systems                                        | William Stobb (La Crosse, Wisconsin)          | August Kleinzahler      |
| 2005  | The Resurrection Machine                               | Steve Gehrke                                  | T.R. Hummer             |
| 2005  | The Anatomy Theater                                    | Nadine Meyer                                  | John Koethe             |
| 2005  | Teahouse of the Almighty                               | Patricia Smith                                | Edward Sanders          |
| 2005  | Three, Breathing                                       | S.A. Stepanek                                 | Mary Ruefle             |
| 2005  | An Almost Pure Empty Walking                           | Tryfon Tolides                                | Mary Karr               |
| 2004  | The Welcome                                            | David Friedman                                | Stephen Dunn            |
| 2004  | leadbelly                                              | Tyehimba Jess                                 | Brigit Pegeen Kelly     |
| 2004  | PYX                                                    | Corinne Lee                                   | Pattiann Rogers         |
| 2004  | Starred Wire                                           | Ange Mlinko                                   | Bob Holman              |
| 2004  | Corruption                                             | Camille Norton                                | Campbell McGrath        |
| 2003  | Shiva's Drum                                           | Stephen Cramer                                | Grace Schulman          |
| 2003  | Citizen                                                | Andrew Feld                                   | Ellen Bryant Voigt      |
| 2003  | Murder (a violet)                                      | Raymond McDaniel                              | Anselm Hollo            |
| 2003  | The White Train                                        | John Spaulding                                | Henry Taylor            |
| 2003  | Unrelated Individuals Forming a Group Waiting to Cross | Mark Yakich                                   | James Galvin            |
| 2002  | Rhythm & Booze: Poems                                  | Julie Kane                                    | Maxine Kumin            |
| 2002  | Sanskrit of the Body                                   | W. B. Keckler                                 |                         |
| 2002  | The Monster Lives of Boys and Girls                    | Eleni Sikelianos                              |                         |
| 2002  | The Standing Wave: Poems                               | Gabriel Spera                                 |                         |
| 2002  | Tenderness Shore                                       | Meredith Stricker                             | Fred Chappell           |
| 2001  | Year of Morphines: Poems                               | Betsy Brown                                   |                         |
| 2001  | Theory of Devolution: Poems                            | David Groff                                   | Mark Doty               |
| 2001  | Hip Logic                                              | Terrance Hayes                                |                         |
| 2001  | Edgewater: Poems                                       | Ruth L. Schwartz                              |                         |
| 2001  | Pure Descent                                           | Elizabeth Robinson                            |                         |
| 2000  | Anthem                                                 | Jean Donnelly                                 |                         |
| 2000  | That Kind of Sleep                                     | Susan Atefat Peckham                          | Victor Hernández Cruz   |
| 2000  | Tremolo: Poems                                         | Spencer Short                                 |                         |
| 2000  | Manderley: Poems                                       | Rebecca Wolff                                 | Robert Pinsky           |
| 2000  | Asunder                                                | Susan Wood                                    |                         |
| 1999  | Madame Deluxe                                          | Tenaya Darlington                             | Lawson Fusao Inada      |
| 1999  | Nova                                                   | Standard Schaefer                             |                         |
| 1999  | Climbing Back                                          | Dionisio D. Martinez                          |                         |
| 1999  | Drivers at the Short-Time Motel                        | Eugene Gloria                                 | Yusef Komunyakaa        |
| 1999  | Renunciation : Poems                                   | Corey Marks                                   | Philip Levine           |
| 1998  | Butterfly Effect                                       | Harry Humes                                   |                         |
| 1998  | Atmosphere Conditions                                  | Ed Roberson                                   | Nathaniel Mackey        |
| 1998  | Looking for the Parade: Poems                          | Joan Murray                                   |                         |
| 1998  | Beyond Heart Mountain: Poems                           | Lee Ann Roripaugh                             | Ishmael Reed            |
| 1998  | So Often the Pitcher Goes to Water Until It Breaks     | Rigoberto González                            | Ai                      |
| 1997  | Except by Nature                                       | Sandra Alcosser                               |                         |
| 1997  | Tales of Muraski and Other Poems                       | Martine Bellen                                |                         |
| 1997  | The Origins of Evening: Poems                          | Robert Gibb                                   | Eavan Boland            |
| 1997  | Silent Treatment: Poems                                | Lisa Lewis                                    |                         |
| 1997  | Lost Wax: Poems                                        | Heather Ramsdell                              | James Tate              |
| 1996  | Red Signature                                          | Mary Leader                                   |                         |
| 1996  | The Little Door Slides Back: Poems                     | Jeff Clark                                    |                         |
| 1996  | Placebo Effects: Poems                                 | Jeanne Marie Beaumont                         | William Matthews        |
| 1996  | The New Intimacy                                       | Barbara Cully                                 |                         |
| 1996  | Nine Skies: Poems                                      | A V. Christie                                 | Sandra McPherson        |
| 1995  | Leaving a Shadow                                       | Heather Allen                                 |                         |
| 1995  | Response                                               | Juliana Spahr                                 |                         |
| 1995  | Crash's Law: Poems                                     | Karen Volkman                                 |                         |
| 1995  | Strange Relation                                       | Daniel Hall                                   |                         |
| 1995  | The Broken World: Poems                                | Marcus Cafagna                                | Yusef Komunyakaa        |
| 1995  | Infanta                                                | Erin Belieu                                   | Hayden Carruth          |
| 1994  | To Give It Up                                          | Pam Rehm                                      | Barbara Guest           |
| 1994  | Hummock in the Malookas: Poems                         | Matthew Rohrer                                |                         |
| 1994  | The Human Abstract                                     | Elizabeth Willis                              |                         |
| 1994  | Theater of Animals: Poems                              | Samn Stockwell                                | Louise Glück            |
| 1993  | The Other Man Was Me: A Voyage to the New World        | Rafael Campo                                  |                         |
| 1993  | Most Way Home: Poems                                   | Kevin Young                                   |                         |
| 1993  | The Landlady in Bangkok                                | Karen Swenson                                 | Maxine Kumin            |
| 1993  | The Other Stars                                        | Rachel Wetzsteon                              |                         |
| 1993  | The High Road to Taos: Poems                           | Martin Edmunds                                | Donald Hall             |
| 1992  | Lost Body                                              | Terry Ehret                                   | Carolyn Kizer           |
| 1992  | Shorter Poems                                          | Gerald Burns                                  | Robert Creeley          |
| 1992  | Debt: Poems                                            | Mark Levine                                   | Jorie Graham            |
| 1992  | What We Don't Know about Each Other                    | Lawrence Raab                                 | Stephen Dunn            |
| 1992  | My Alexandria: Poems                                   | Mark Doty                                     | Philip Levine           |
| 1991  | A Flower Whose Name I Do Not Know                      | David Romtvedt                                |                         |
| 1991  | To Put the Mouth to                                    | Judith Hall                                   |                         |
| 1991  | As If                                                  | James Richardson                              |                         |
| 1991  | Good Hope Road                                         | Stuart Dischell                               |                         |
| 1991  | The Dig                                                | Lynn Emanuel                                  | Gerald Stern            |
| 1990  | Words for My Daughter                                  | John Balaban                                  |                         |
| 1990  | Questions About Angels: Poems                          | Billy Collins                                 |                         |
| 1990  | Rainbow Remnants in Rock Bottom Ghetto Sky: Poems      | Thylias Moss                                  |                         |
| 1990  | The Island Itself                                      | Roger Fanning                                 |                         |
| 1990  | The Surface: Poems                                     | Laura Mullen                                  | C. K. Williams          |
| 1989  | Terra Firma                                            | Thomas Centolella                             |                         |
| 1989  | Artist and Model                                       | Carol Snow                                    | Robert Hass             |
| 1989  | The Brother's Country: Poems                           | Tom Andrews                                   |                         |
| 1989  | Blessings in Disguise                                  | David Clewell                                 |                         |
| 1989  | Stubborn: Poems                                        | Roland Flint                                  | Dave Smith              |
| 1988  | Green the Witch-Hazel Wood                             | Emily Hiestand                                |                         |
| 1988  | After We Lost Our Way                                  | David Mura                                    |                         |
| 1988  | Black Wings                                            | Len Roberts                                   |                         |
| 1988  | No mercy                                               | Lee Upton                                     | James Tate              |
| 1988  | Great Bird of Love: Poems                              | Paul Zimmer                                   | William Stafford        |
| 1987  | A Guide to Forgetting                                  | Jeffrey Skinner                               |                         |
| 1987  | Singing Underneath                                     | Jeffrey Harrison                              |                         |
| 1987  | The Good Thief: Poems                                  | Marie Howe                                    |                         |
| 1987  | New Math: Poems                                        | Cole Swensen                                  |                         |
| 1987  | The Hand of God and a Few Bright Flowers               | William Olsen                                 | David Wagoner           |
| 1986  | Cardinals in the Ice Age                               | John Engels                                   |                         |
| 1986  | Red Roads                                              | Charlie Smith                                 |                         |
| 1986  | Junk City                                              | Barbara Anderson                              |                         |
| 1986  | Little Star: Poems                                     | Mark Halliday                                 |                         |
| 1986  | Cities in Motion                                       | Sylvia Moss                                   | Derek Walcott           |
| 1985  | As Long As You're Happy: Poems                         | Jack Myers                                    |                         |
| 1985  | Saints                                                 | Reginald Gibbons                              |                         |
| 1985  | Local Time                                             | Stephen Dunn                                  |                         |
| 1985  | Palladium: Poems                                       | Alice Fulton                                  | Mark Strand             |
| 1984  | Wild Onion                                             | Robert L. Jones                               |                         |
| 1984  | The Raft                                               | Kathy Fagan                                   |                         |
| 1984  | Afterwards                                             | Amy Bartlett                                  |                         |
| 1984  | Silver and Information                                 | Bruce Smith                                   |                         |
| 1984  | Eroding Witness                                        | Nathaniel Mackey                              | Michael S. Harper       |
| 1983  | In the Solar Wind                                      | Wendy Battin                                  |                         |
| 1983  | God's Mistress                                         | James Galvin                                  |                         |
| 1983  | The persistence of memory: Poems                       | Mary Fell                                     |                         |
| 1983  | Black Dog, Red Dog: Poems                              | Stephen Dobyns                                |                         |
| 1982  | The Greater Leisures                                   | Jane Miller                                   |                         |
| 1982  | Going On: Selected Poems 1958-1980                     | Joanne Kyger                                  |                         |
| 1982  | From the Abandoned Cities                              | Donald Revell                                 |                         |
| 1982  | The Hands in Exile                                     | Susan Tichy                                   |                         |
| 1982  | Corpse and Mirror                                      | John Yau                                      |                         |
| 1981  | Accidental Weather                                     | Sherod Santos                                 |                         |
| 1981  | Hugging the Jukebox                                    | Naomi Shihab Nye                              |                         |
| 1981  | Second Sight                                           | Jonathan Aaron                                |                         |
| 1981  | The Incognito Lounge: And Other Poems                  | Denis Johnson                                 |                         |
| 1981  | The Mud Actor                                          | Cyrus Cassells                                |                         |
| 1980  | Gumbo                                                  | George Barlow                                 |                         |
| 1980  | The Dollmaker's Ghost                                  | Larry Levis                                   |                         |
| 1980  | Leaving Taos                                           | Robert Peterson                               |                         |
| 1980  | So This Is the Map                                     | Reg Saner                                     |                         |
| 1980  | In Winter                                              | Michael Ryan                                  |                         |
| 1979  | Any Body's Song                                        | Joseph Langland                               | Ann Stanford            |
| 1979  | The collected poems of Sterling A. Brown               | Sterling Allen Brown                          |                         |
| 1979  | Silks                                                  | Roberta Spear                                 |                         |